# Nicolás Amodio
Nicolás Amodio, vollständiger Name Nicolás Andrés Amodio, (* 10. März 1983 in Montevideo) ist ein ehemaliger uruguayischer Fußballspieler.

## Karriere

### Anfänge in Uruguay
Nicolás Amodio lernte das Fußballspielen in der Jugend von Defensor Sporting in Uruguay als Mittelfeldspieler. In den Saisons 2003 und 2004 absolvierte er 18 (ein Tor) bzw. zwei (kein Tor) Erstliga-Partien für Defensor Sporting.

### Wechsel nach Europa
Im Jahr 2004 wechselte er nach Italien zu SS Sambenedettese Calcio, bei denen er in der Serie C1, der dritthöchsten italienischen Liga, spielte. Amodio absolvierte 30 Partien und erzielte ein Tor für Sambenedettese Calcio. In jener Spielzeit gelang ihm mit dem Verein der 4. Rang in der Serie C, welcher zur Teilnahme an den Playoff-Spielen zum Aufstieg in die Serie B berechtigte. In diesen Partien unterlag der Verein dem SSC Neapel und verpasste den Aufstieg. Im Sommer 2005 wurde der Mittelfeldspieler zum damaligen Ligakonkurrenten SSC Neapel transferiert. In den zwei folgenden Jahren gelang Amodio mit Napoli der Durchmarsch in die Serie A. Er absolvierte dabei 52 von 76 möglichen Partien für Napoli, in denen er ohne Torerfolg blieb. Für die Spielzeit 2007/08 verlieh ihn der Verein zum FBC Treviso. Amodio konnte sich dort nicht in die Stammformation spielen und bestritt nur neun Ligaspiele. Mitte Januar 2008 folgte die nächste Ausleihe: Diesmal spielte Amodio temporär bei AC Mantova. Danach kehrte der uruguayische Mittelfeldspieler zum SSC Neapel zurück. Bei Napoli, das sich inzwischen in der Serie A etabliert hatte, kam er aufgrund der starken Konkurrenz seit Sommer 2008 bisher nur zu drei Einsätzen in der italienischen Meisterschaft. Am 29. Januar 2010 gab der SSC Neapel eine Ausleihe bis Saisonende zum Serie B-Verein Piacenza Calcio bekannt. Im August 2010 wurde er leihweise an den Zweitligisten Calcio Portogruaro Summaga abgegeben.

### Rückkehr nach Uruguay
Nach acht Jahren in Europa kehrte er im Juli 2011 nach Uruguay zurück und schloss sich Peñarol an. Bei den Aurinegros kam er in der Spielzeit 2011/12 zu fünf Einsätzen in der Primera División sowie zu zwei Einsätzen im Rahmen der Copa Libertadores 2012. Im August 2012 wurde berichtet, dass Peñarol bestrebt sei, den noch bis 31. Dezember 2012 laufenden Vertrag mit dem Spieler aufzulösen. Im Mai 2013 wurde für Amodios Vertragsende der 30. Juni 2013 angegeben. In jenem Jahr wechselte er sodann wieder nach Italien, wo er sich US Lecce anschloss. In der Spielzeit 2013/14 absolvierte er dort je nach Quellenlage 25 Ligaspiele oder 23 Ligaspiele plus 3 Partien in den Play-offs in der Lega Pro 1 und erzielte zwei Tore. Zudem kam er in einer Partie der Coppa Italia zum Einsatz. Anschließend wechselte er auf Leihbasis zu Martina Franca 1947. In der Spielzeit 2014/15 kam er dort bis zu seinem letzten Einsatz am 22. April 2015 zu elf Einsätzen (kein Tor) in der Lega Pro. Dort beendete mit Abschluss der Saison seine aktive Laufbahn.